# Nepolární rozpouštědlo
Nepolární rozpouštědla jsou rozpouštědla, která jsou tvořena nepolárními molekulami, tedy molekulami s nulovým dipólovým momentem a nízkou dielektrickou konstantou. Rozdíl elektronegativit vázaných prvků je nižší než 0,4. Při rozpouštění nesmí v rozpouštědle ani v rozpouštěné látce dojít k chemické reakci, která by ovlivnila jejich složení. Nepolární rozpouštědla jsou nemísitelná s vodou a jsou používaná pro rozpouštění nepolárních sloučenin.
Mezi nejčastěji používaná nepolární rozpouštědla patří organické sloučeniny - tetrachlormethan (CCl4), diethylether (CH3CH2OCH2CH3) a benzen (C6H6). Benzen se chová jako úplný opak elektrického dipólu a je proto ideální pro rozpouštění nepolárních látek. Hexan, který je celý složený jen z uhlovodíků, je nejméně polární rozpouštědlo. Obecně platí, že s rostoucím počtem uhlovodíkových skupin (CH2) ve sloučenině se dielektrická konstanta a tedy polarita sloučeniny snižuje.
Nepolární rozpouštědla jsou schopná rozpouštět oleje, tuky, vosky, kaučuk, přírodní pryskyřice i syntetické vysokomolekulární hmoty. Tedy látky, které jsou zpravidla nerozpustné ve vodě. Mezi dobrá rozpouštědla tuků a olejů patří chloroform, ether, benzen, methanol, benzín, cyklohexan, pentanol, tetrachlormethan, ethylenchlorid, aceton, methylenchlorid. Nepolárními rozpouštědly bývají v praxi často rozpouštěny například areny.

## Nepolární aprotická rozpouštědla
Aprotická rozpouštědla jsou složena z molekul, které nemají funkční skupinu schopnou odštěpovat protony. Nejsou tedy schopné disociace. Zástupci nepolárních aprotických rozpouštědel jsou:
- Alkany (parafíny)
- Alkeny (olefiny)
- Alkyny
- Benzen a jiné aromatické látky s alifatickými a aromatickými substituenty
- Estery kyseliny karboxylové
- Ether (diethylether)
- Zcela symetricky konstruované molekuly (tetramethylsilan nebo tetrachlormetan)
- Disulfid uhlíku, při vysokém tlaku také oxid uhličitý

- Halogenované uhlovodíky, které jsou buď zcela nepolární (tetrachlomethan) nebo pouze mírně polární (dichlormethan)
- Zvláštní podskupinu halogenovaných uhlovodíků tvoří perfluorované uhlovodíky (hexafluorbenzen), které jsou nejen samy o sobě nepolární, ale také velmi obtížně polarizovatelné.

## Vlastnosti nepolárních rozpouštědel
| Rozpouštědlo | Chemický vzorec         | Teplota varu | Relativní permitivita | Hustota     | Dipólový moment (D) |
| ------------ | ----------------------- | ------------ | --------------------- | ----------- | ------------------- |
| Hexan        | CH3-CH2-CH2-CH2-CH2-CH3 | 69 °C        | 2,0                   | 0,655 g/cm3 | 0,00 D              |
| benzen       | C6H6                    | 80 °C        | 2,3                   | 0,879 g/cm3 | 0,00 D              |
| toluen       | C6H5CH3                 | 111 °C       | 2,4                   | 0,867 g/cm3 | 0,36 D              |
| 1,4-dioxan   | (CH2CH2O)2              | 101 °C       | 2,3                   | 1,033 g/cm3 | 0,45 D              |
| chloroform   | CHCl3                   | 61 °C        | 4,8                   | 1,498 g/cm3 | 1,04 D              |
| diethylether | (CH3CH2)2O              | 35 °C        | 4,3                   | 0,713 g/cm3 | 1,15 D              |